# Klaus Mühlbacher
Klaus Mühlbacher (* 9. November 1971 in Höhnhart) ist ein österreichischer Politiker (ÖVP). Er ist seit dem 23. Oktober 2021 Abgeordneter zum oberösterreichischen Landtag.

## Leben und Wirken
Klaus Mühlbacher wurde als Sohn von Ferdinand und Maria Mühlbacher in Höhnhart im Bezirk Braunau geboren. Er besuchte dort die Volksschule und dann die Hauptschule in Aspach. Nach dem Polytechnischen Lehrgang machte er eine Lehre zum Werkzeugmacher. In seinem Beruf war er kurz als Facharbeiter tätig, wurde später Vertragsbediensteter der Gemeinde Aspach, Bezirksgeschäftsführer der ÖVP Bezirk Braunau und ist seit 2022 Angestellter.
Er ist verheiratet und hat zwei Kinder.

## Politik
Seine politische Tätigkeit begann Klaus Mühlbacher bei der ÖVP Aspach. Dort war er Schriftführer, dann Pressereferent des Wirtschaftsbundes und Gemeindeobmann-Stellvertreter des Österreichischen Arbeitnehmerinnen- und Arbeitnehmerbundes. Im Jahr 2009 wurde er Gemeinderat der Marktgemeinde Aspach und seit 2021 ist er Abgeordneter zum Oberösterreichischen Landtag. Hier ist er in den Ausschüssen für Infrastruktur und für besondere Verwaltungsangelegenheiten tätig und 2. Schriftführer des Umweltausschusses. Seit 2022 ist Klaus Mühlbacher auch Obmann des Gemeindeverbands Interkommunale Betriebsansiedlung im Bezirk Braunau (Wirtschaftspark Innviertel).